# Swanage
Swanage este un oraș în comitatul Dorset, regiunea South West, Anglia. Orașul se află în districtul Purbeck. 